# Giulio Panzeri
Giulio Panzeri (Bergamo, 20 febbraio 1911 – ...) è stato un calciatore italiano, di ruolo attaccante.

## Carriera
Esordisce in prima squadra a 17 anni nella stagione 1928-1929 in Divisione Nazionale, il massimo livello calcistico di allora. Negli anni successivi totalizza 44 marcature con l'Atalanta, tutte in Serie B, situazione che lo rende tuttora il bomber atalantino più prolifico di sempre in tale categoria.
Nel corso della stagione 1933-1934 subisce un infortunio che lo costringe a rimanere per molto tempo lontano dai campi da gioco. Viene ceduto alla Pistoiese, sempre nel campionato cadetto, riesce a ritrovare parzialmente la vena realizzativa soltanto nella prima stagione, quando mette a segno 8 reti. La stagione seguente disputa poche partite.
Riprende a giocare in Serie C nel Como, mantenendo una media di presenze annue piuttosto bassa.